# Louis B. Mayer

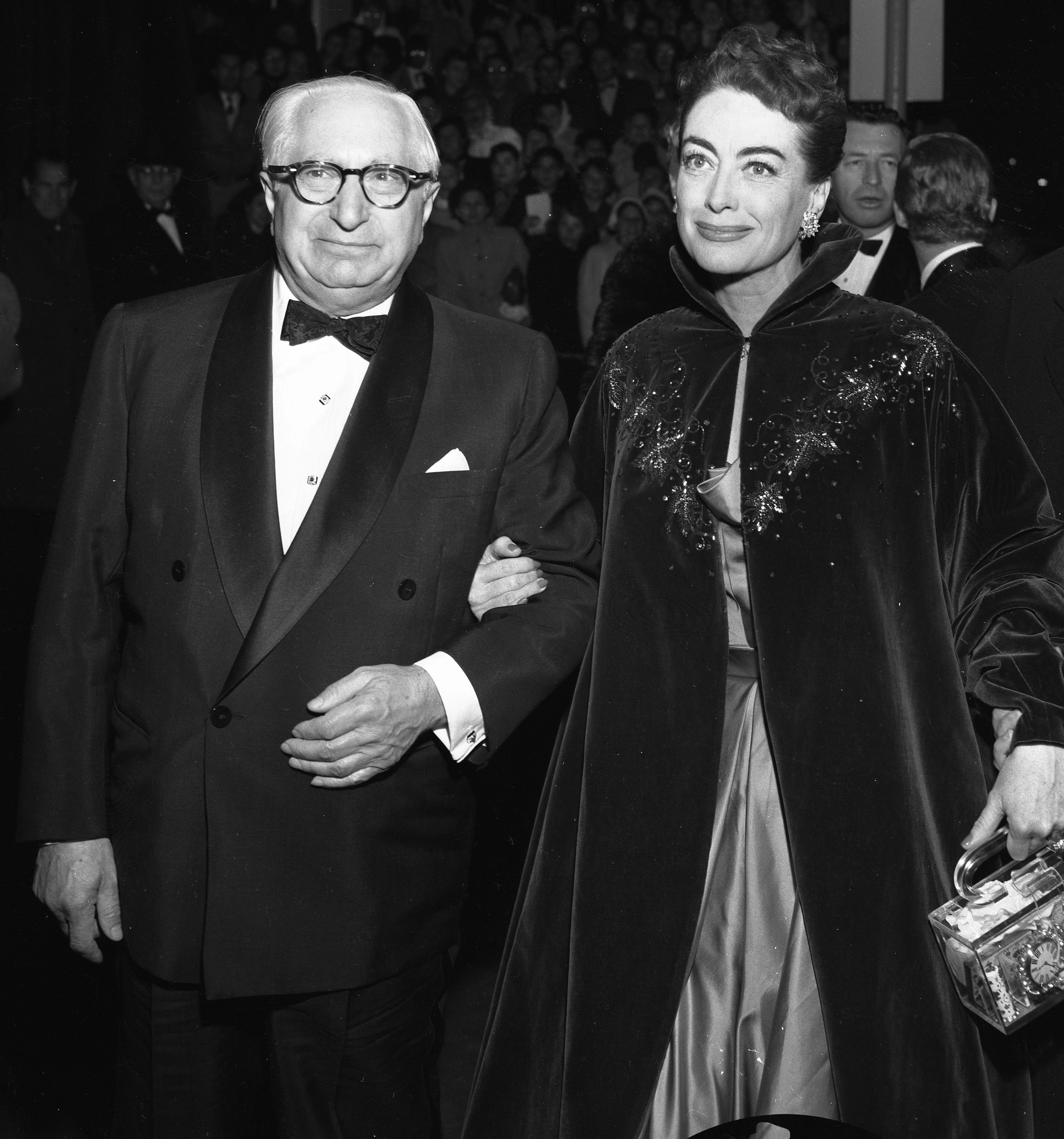
Louis B. Mayer och Joan Crawford 1953.

Louis Burt Mayer, född 4 juli 1882 i Minsk, Ryssland (i nuvarande Belarus), död 29 oktober 1957 i Los Angeles, Kalifornien, var en amerikansk filmproducent, en av de första riktigt stora producenterna i Hollywood, vanligen betraktad som skaparen av systemet med filmstjärnor på Metro-Goldwyn-Mayer (MGM) under dess glansperiod. I Hollywood var han allmänt känd som Louis B. Mayer (uttalat Louie), eller enklare "L.B". Han trodde på "wholesome entertainment" och ansträngde sig mycket för att samla "more stars than in the heavens".